# Biesowice
Biesowice is een plaats in het Poolse district  Słupski, woiwodschap Pommeren. De plaats maakt deel uit van de gemeente Kępice en telt 950 inwoners.

## Verkeer en vervoer
- Station Biesowice